# Kernkraftwerk Gravelines
Das Kernkraftwerk Gravelines besteht aus sechs Druckwasserreaktoren gleichen Typs, mit einer Nettoleistung von jeweils 910 MW. Betreiber ist das französische Unternehmen Électricité de France (EDF). Zur Kühlung wird Wasser aus dem Ärmelkanal genutzt, an dessen Küste das Kernkraftwerk liegt. 
Es liegt bei der französischen Stadt Gravelines in der Region Hauts-de-France im Département Nord, jeweils etwa 20 Kilometer von den Städten Dünkirchen und Calais entfernt. Es beschäftigt ca. 1.700 Personen und ist das leistungsstärkste Frankreichs. 
In der Hauptwindrichtung liegen Städte wie Gent, Brüssel (157 km), Antwerpen (160 km), Maastricht, Aachen und Köln/Bonn. London liegt 167 km westnordwestlich entfernt. 

## Zur Geschichte

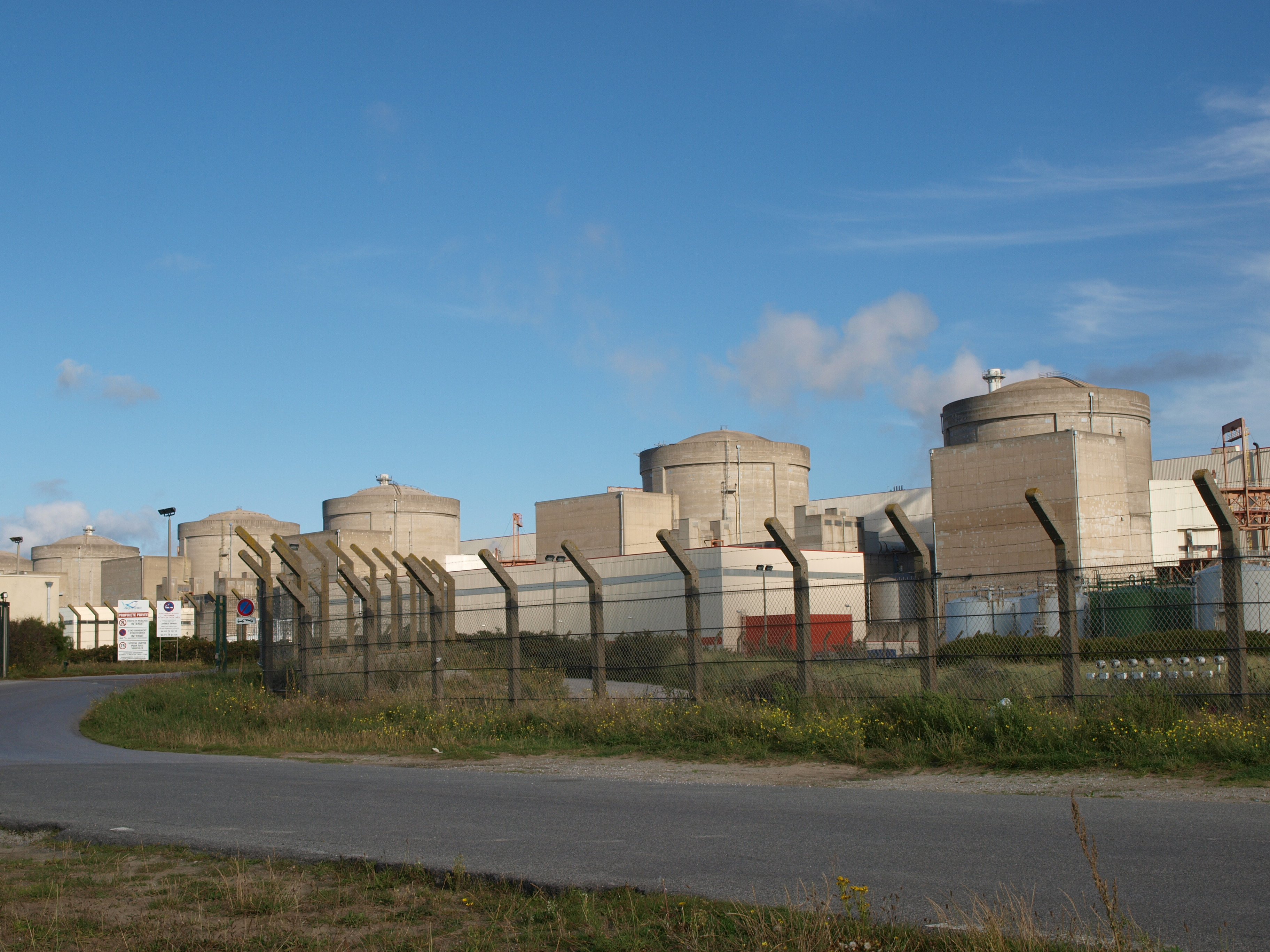
Kernkraftwerk Gravelines

Die sechs Druckwasserreaktoren haben eine Nettoleistung von jeweils 910 Megawatt (MW) und eine Bruttoleistung von 951 MW. Es ist (Stand 2012) mit einer Leistung von 5.706 MW brutto das leistungsstärkste Kernkraftwerk Frankreichs und eines der ältesten noch in Betrieb befindlichen Kernkraftwerke in Frankreich. In Europa ist es das zweitgrößte Kernkraftwerk. Pro Jahr speist es durchschnittlich 37 Milliarden Kilowattstunden in das öffentliche Stromnetz ein. 
Die jährliche Produktion entspricht etwa neun bis zehn Prozent des in französischen Kernkraftwerken erzeugten Stroms.
Der Bau des ersten Reaktorblockes wurde am 1. Februar 1975 begonnen, in den folgenden 56 Monaten wurde mit dem Bau von fünf weiteren Reaktorblöcken begonnen. 
Der erste wurde am 13. März 1980 in Betrieb genommen; der letzte am 1. August 1985.
Am 18. Oktober 2016 teilte die Atomaufsichtsbehörde (ASN) mit, dass EDF binnen drei Monaten außerplanmäßig die Funktionstüchtigkeit von Dampferzeugern am Kernreaktor Gravelines 4 und von vier weiteren bis dato laufenden Kernreaktoren prüfen muss.
Die französische Regierung kündigte 2020 eine Verlängerung der Laufzeit aller in Betrieb befindlichen Reaktoren um weitere 10 Jahre von 40 auf 50 Jahre an. Diese wurde von der französischen Aufsicht 2021 unter Auflagen genehmigt.
Am 10. August 2025 mussten die vier Blöcke 2, 3, 4 und 6 des Kraftwerks heruntergefahren werden, nachdem große Mengen an Quallen aus dem wasserversorgenden Kanal in den Kühlwasserpumpstationen des Kraftwerks aufgetaucht waren. Da die Blöcke 1 und 5 des Kraftwerks wegen Wartungsarbeiten außer Betrieb waren, kam damit die gesamte Energieproduktion von Gravelines vorübergehend zum Erliegen. Ein Sprecher von EDF erklärte, dass solche Ereignisse außerordentlich selten aufträten und bei einem französischen Reaktor zuletzt in den 1990ern aufgetreten seien.

## Daten der Reaktorblöcke
Das Kernkraftwerk Gravelines hat insgesamt sechs Blöcke:
| Reaktorblock | Reaktortyp         | Netto- leistung | Brutto- leistung | Baubeginn  | Netzsyn- chronisation | Kommer- zieller Betrieb | Abschal- tung  |
| ------------ | ------------------ | --------------- | ---------------- | ---------- | --------------------- | ----------------------- | -------------- |
| Gravelines 1 | Druckwasserreaktor | 910 MW          | 951 MW           | 01.02.1975 | 13.03.1980            | 25.11.1980              | (2030 geplant) |
| Gravelines 2 | Druckwasserreaktor | 910 MW          | 951 MW           | 01.03.1975 | 26.08.1980            | 01.12.1980              | (2030 geplant) |
| Gravelines 3 | Druckwasserreaktor | 910 MW          | 951 MW           | 01.12.1975 | 12.12.1980            | 01.06.1981              | (2031 geplant) |
| Gravelines 4 | Druckwasserreaktor | 910 MW          | 951 MW           | 01.04.1976 | 14.06.1981            | 01.10.1981              | (2031 geplant) |
| Gravelines 5 | Druckwasserreaktor | 910 MW          | 951 MW           | 01.10.1979 | 28.08.1984            | 15.01.1985              | (2035 geplant) |
| Gravelines 6 | Druckwasserreaktor | 910 MW          | 951 MW           | 01.10.1979 | 01.08.1985            | 25.10.1985              | (2035 geplant) |